# Lerrouxismo

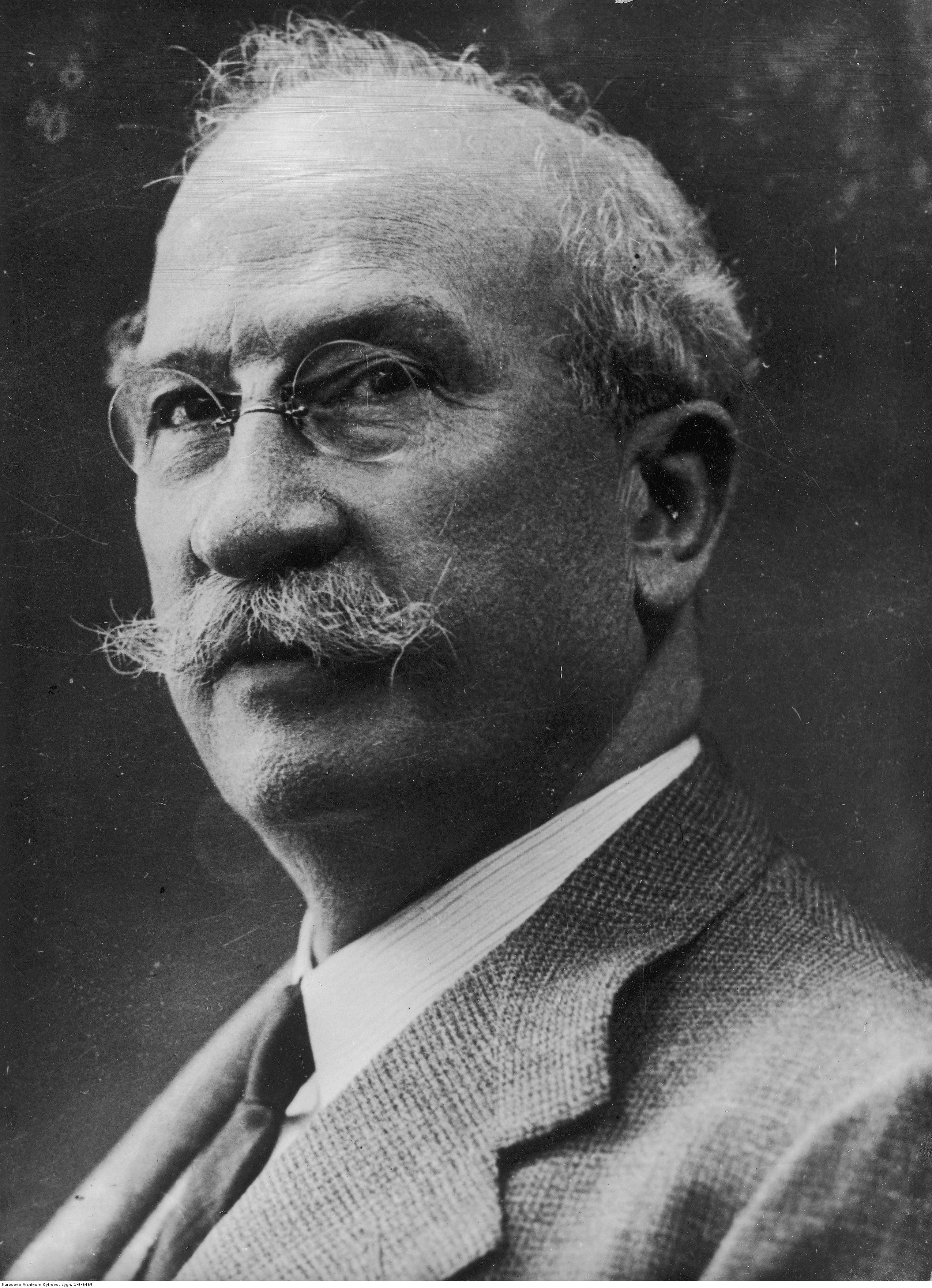
Retrato de Lerroux.

El Lerrouxismo es el nombre que recibe el movimiento político surgido en torno a la figura de Alejandro Lerroux, figura destacada del republicanismo español y varias veces presidente del gobierno durante la Segunda República.
Después de que Alejandro Lerroux obtuviera acta de diputado en las elecciones de 1901, a lo largo del año siguiente el lerrouxismo se habría ido articulando como una fuerza política y social en el contexto barcelonés. A partir de un discurso obrerista, anticlerical y anticatalanista, Lerroux consiguió politizar a las masas obreras y atrajo a una parte importante de los sectores inmigrantes. Logró atraer a buena parte de sus adeptos a la Unión Republicana, primero, y con posterioridad al Partido Republicano Radical —fundado por Lerroux en 1908—.
Adscrito al republicanismo español de comienzos del siglo XX, algunos historiadores lo han definido como un movimiento de carácter populista, democrático, anticlerical y anticatalanista, que habría sabido capitalizar el sentimiento de malestar que el catalanismo había creado en algunos sectores de la sociedad. Por su parte, el historiador y periodista Jesús Pabón lo llegó a describir así:

El movimiento que Lerroux capitanea es español, ibérico, carpetovetónico. Cuatro características le distinguen: la anarquía incoherente de sus ideas y propósitos; la violencia del lenguaje y la acción; la aspiración a una revolución permanente; el afán de una revolución sin límites.

No obstante, a partir de 1910 se fue moderando su discurso. Durante el periodo de la Segunda República sus detractores asociarían peyorativamente el término «Lerrouxismo» con el conservadurismo, la contrarrevolución o la corrupción.
Lerroux mantuvo una postura diametralmente opuesta al catalanismo, lo que motivó que desde las filas catalanistas se le calificara de populista y españolista. Por parte del nacionalismo catalán —tanto en su época como en fechas recientes— se ha empleado el término «Lerrouxismo» (o «lerrouxistas») de forma peyorativa, especialmente hacia aquellos sectores de inmigrantes «no asimilados».